# Egretta thula
La garzetta nivea (Egretta thula (Molina, 1782)), è un uccello della famiglia degli Ardeidi, diffuso nel continente americano.